# NGC 308
NGC 308 é uma estrela na direção da constelação de Cetus. O objeto foi descoberto pelo astrônomo Robert Ball em 1866, usando um telescópio refletor com abertura de 72 polegadas. 